# 크리스토퍼 닉슨 콕스

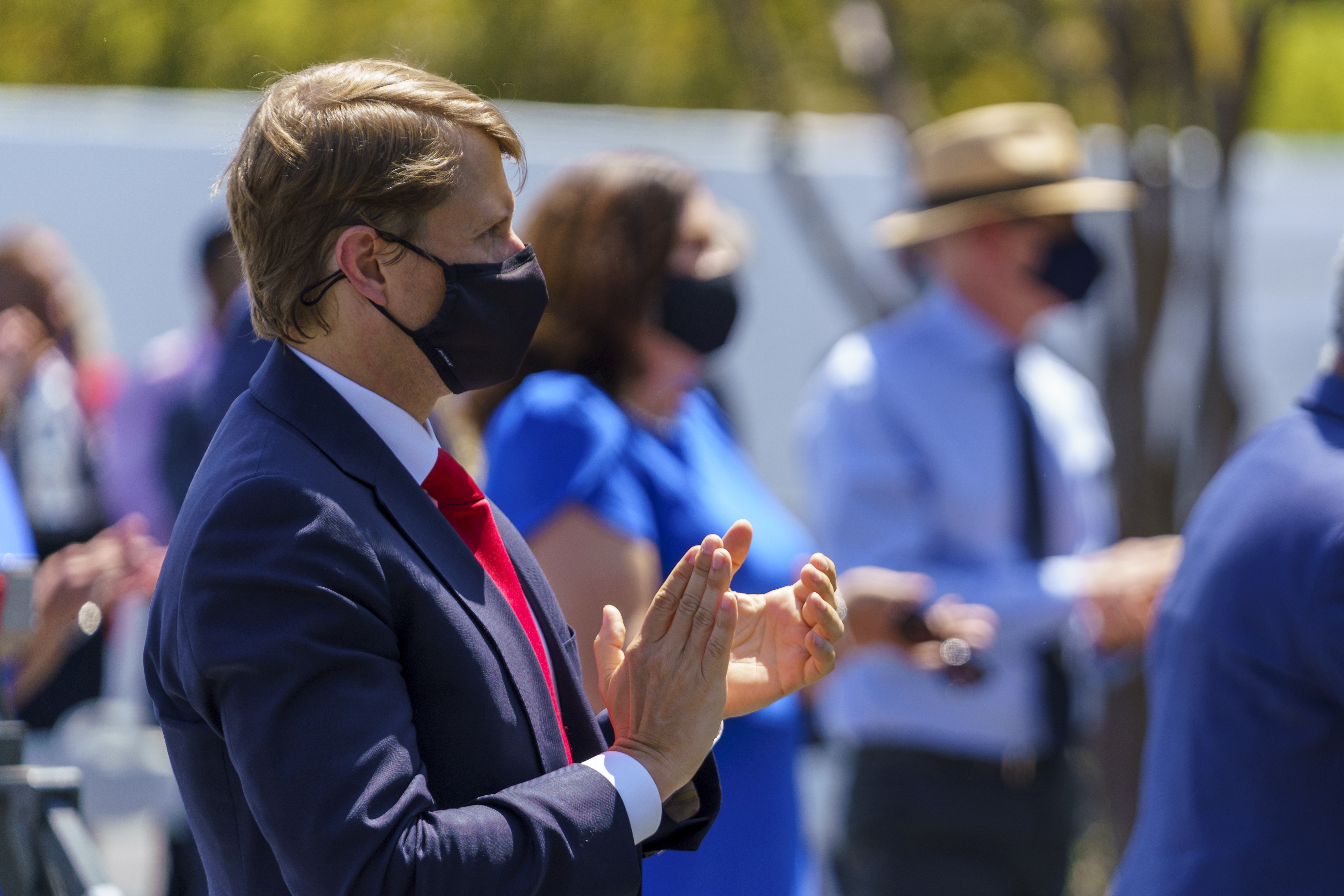
2020년의 콕스

크리스토퍼 닉슨 콕스(영어: Christopher Nixon Cox, 1979년 3월 14일 ~ )는 뉴욕에 기반을 둔 미국의 변호사이다. 그는 트리샤 닉슨과 에드워드 F. 콕스의 외아들이며, 리처드 닉슨 대통령과 팻 닉슨 영부인의 외손자이다. 콕스는 생명공학 회사들에 투자하는 사모펀드인 라이트스위치 캐피털의 CEO이다.